# Greatest Hits (альбом Black Sabbath)
 существует альбом Black Sabbath с похожим именем Greatest Hits 1970–1978

Greatest Hits —  сборник хитов группы Black Sabbath, выпущенный Sanctuary Records и Universal Music TV в 2009 году.

## Об альбоме
На диске представлены только те песни, участие в которых принимал Оззи Осборн.  Представлен материал, охватывающий деятельность группы с дебютного альбома 1970 года до 1973 года (альбом Sabbath Bloody Sabbath), так же представлена одна песня из последнего с Оззи диска Never Say Die! На диске не представлены песни с альбомов Technical Ecstasy и Sabotage, хотя упоминание об альбомах есть на буклете к диску.
Диск выпускался компанией Universal Music Group и из за лицензионных ограничений был выпущен только в Европе и Австралии. Для сборника взяты композиции которые прошли ремастеринг при подготовке к выпуску в 2009 году переизданных дисков  Black Sabbath серии Universal Deluxe Edition. Диск был необходим для выполнения завершения контракта с компанией Universal. Издание диска прекращено в мае 2009 года.

## Список композиций
1. «Paranoid» (с альбома Paranoid) — 2:48
2. «Iron Man» (с альбома Paranoid) — 5:55
3. «Changes» (с альбома Black Sabbath, Vol. 4) — 4:43
4. «Fairies Wear Boots» (с альбома Paranoid) — 6:13
5. «War Pigs» (с альбома Paranoid) — 7:54
6. «Never Say Die» (с альбома Never Say Die!) — 3:48
7. «Children of the Grave» (с альбома Master of Reality) — 5:15
8. «The Wizard» (с альбома Black Sabbath) — 4:20
9. «Snowblind» (с альбома Black Sabbath, Vol. 4) — 5:27
10. «Sweet Leaf» (с альбома Master of Reality) — 5:03
11. «Evil Woman» (с альбома |Black Sabbath) — 3:22
12. «Sabbath Bloody Sabbath» (с альбома Sabbath Bloody Sabbath) — 5:42
13. «Black Sabbath» (с альбома Black Sabbath) — 6:16
14. «N.I.B.» (с альбома Black Sabbath) — 5:22

## Участники записи
- Оззи Осборн — вокал
- Тони Айомми — гитара
- Гизер Батлер — бас
- Билл Уорд — ударные

## История изданий
| Европа и Австралия | 9 июня 2009 | Sanctuary Records, Universal Music TV |